# Sorkifalud
Sorkifalud [šorkifalud] je obec v Maďarsku v župě Vas, spadající pod okres Szombathely. Vznikla v roce 1939 spojením čtyř do té doby samostatných obcí Dömötöri (západní část), Sorkikisfalud (též Kisfalud, východní část), Szentléránt (jižní část) a Taródháza (malá osada ležící západně od Szentlérántu). Nachází se asi 19 km jihovýchodně od Szombathely a asi 216 km jihozápadně od Budapešti. V roce 2024 zde žilo 639 obyvatel.
První písemná zmínka o osídlení na potoce Sorok, který obcí protéká, pochází z roku 1271. Obec Dömötöri byla poprvé zmíněna roku 1281, Szentléránt roku 1332, Kisfalud až roku 1424. Na místě dnešní Taródházy stávala již zaniklá obec Zalak, která byla poprvé zmíněna roku 1256 a naposledy roku 1453. Roku 1939 byly vesnice sjednoceny pod názvem Sorkikisfalud, obec byla čtyři roky poté přejmenována v roce 1943 na současný název Sorkifalud.
V části Szentlénárt se nachází kostel svatého Linharta. V ostatních částech kostely nejsou, ale všechny až na Taródházu mají vlastní hřbitov. Nacházejí se zde tři zámky – zámek roku Nádasdyů v Taródháze a zámky rodů Beiczyů a Bezerédjů v Dömötöri. V Dömötöri se rovněž nachází zvonice, v Taródháze sloup se sochou Panny Marie.
Sorkifaludem prochází několik vedlejších silnic: silnice č. 8442 prochází severně od obce, protíná pouze Dömötöri, silnice č. 8703 vede z Tanakajdu přes Kisfalud do Gyanógeregye a potom dál, silnice č. 8702 spojuje Szentléránt s obcí Gyanógeregye. Západně od obce probíhá železniční trať, na které se zde nacházejí dvě železniční zastávky: severní pro Sorkifalud a jižní pro Szentléránt.

## Sousední obce
| Růžice kompasu | Táplánszentkereszt | Tanakajd   | Vasszécseny Nemeskolta | Růžice kompasu |
| Růžice kompasu | Sorkikápolna       | Sever      |                        | Růžice kompasu |
| Růžice kompasu | Sorkikápolna       | Sorkifalud |                        | Růžice kompasu |
| Růžice kompasu | Sorkikápolna       | Jih        |                        | Růžice kompasu |
| Růžice kompasu |                    | Rábahídvég | Gyanógeregye           | Růžice kompasu |